# Bobby Russell
Bobby Russell (Nashville, 19 aprile 1940 – 19 novembre 1992) è stato un cantautore statunitense.

## Biografia
Russell nasce nel 1940, ed inizia la sua carriera da musicista a ventisei anni. La sua carriera musicale spazia fra il 1966 ed il 1973, ed in questi cinque dei suoi singoli sono entrati nella classifica Hot Country Songs, tra i quali c'è anche il brano Saturday Morning Confusion. Dal 1972 al 1974 è stato sposato con la cantante ed attrice Viki Lawrence, la quale ha interpretato The Night the Lights Went Out in Georgia, canzone scritta proprio da Russell. Muore nel 1992 di coronaropatia.

## Discografia

### Album
| Anno | Album                            | Posizione in classifica | Posizione in classifica | Etichetta discografica |
| Anno | Album                            | US Country              | US                      | Etichetta discografica |
| ---- | -------------------------------- | ----------------------- | ----------------------- | ---------------------- |
| 1968 | Words, Music, Laughter and Tears | —                       | —                       | Elf                    |
| 1971 | Saturday Morning Confusion       | 44                      | 183                     | United Artists         |

### Singoli
| Anno | Singolo                           | Posizione in classifica | Posizione in classifica | Posizione in classifica | Posizione in classifica | Posizione in classifica | Album                            |
| Anno | Singolo                           | US Country              | US                      | CAN                     | CAN Country             | CAN AC                  | Album                            |
| ---- | --------------------------------- | ----------------------- | ----------------------- | ----------------------- | ----------------------- | ----------------------- | -------------------------------- |
| 1966 | Friends and Mirrors               | —                       | —                       | 22                      | —                       | —                       | —                                |
| 1967 | Dusty                             | —                       | —                       | —                       | —                       | —                       | Words, Music, Laughter and Tears |
| 1968 | 1432 Franklin Pike Circle Hero    | 64                      | 36                      | 35                      | —                       | —                       | Words, Music, Laughter and Tears |
| 1969 | Carlie                            | 66                      | 115                     | —                       | —                       | —                       | —                                |
| 1969 | Then She's a Lover                | —                       | —                       | —                       | —                       | —                       | —                                |
| 1969 | Better Homes and Gardens          | 34                      | —                       | —                       | —                       | —                       | —                                |
| 1970 | Our Love Will Rise Again          | —                       | —                       | —                       | —                       | —                       | —                                |
| 1971 | Saturday Morning Confusion        | 24                      | 28                      | 27                      | 13                      | 14                      | Saturday Morning Confusion       |
| 1973 | Mid American Manufacturing Tycoon | 93                      | —                       | —                       | —                       | —                       | —                                |